# Альбедо

Порівняння дифузного відбиття сонячного світла (дано в%) різними видами поверхні.

Альбе́до (від пізньолат. albedo — білизна́, від лат. albus — білий) — фізична величина, що описує здатність поверхні чи космічного тіла відбивати та розсіювати випромінення (світло).
Взагалі альбедо — це відношення потоку відбитого (розсіяного) поверхнею у всіх напрямках випромінення до потоку випромінення, що надходить.

## Види альбедо
- Істинне, пласке, або ламбертове альбедо — відношення потоку випромінення, що його розсіює плаский елемент поверхні в усіх напрямках, до потоку випромінення, що надходить. Зазвичай позначають літерою А. У світлотехніці називається коефіцієнтом дифузного відбиття[1]. Якщо освітлення перпендикулярне до спостережуваної поверхні, таке істинне альбедо називають нормальним[2]. Для абсолютно білої поверхні А=1. Для свіжого снігу нормальне альбедо наближається до 100%, а для деревного вугілля становить приблизно 4%[2].
- Геометричне альбедо (АГ або p) описує здатність небесного тіла кулястої форми відбивати випромінення. Його визначають як відношення середньої яскравості тіла (у повній фазі) до яскравості плаского екрана, який ідеально розсіює випромінення (відбивна поверхня Ламберта), причому цей екран має розташовуватися на тій же відстані від світила, що й тіло, та мати такий самий радіус. Геометричне альбедо не можна ототожнювати з пласким, оскільки через неоднакові умови освітленості його визначають як середню яскравість різних точок диска[1]. На відміну від плаского та сферичного, воно може перевищувати 100% (так, для Енцелада воно становить 138%[3]). Геометричне альбедо Землі — 37%, а Місяця — 12%[4].

Геометричне альбедо визначають за допомогою спостережень за формулою {\displaystyle \lg A_{\Gamma }=0,4(m_{\bigodot }-m_{0p})+2\lg {\frac {r\Delta }{R}}}, де:
- {\displaystyle m_{\bigodot }} — видима зоряна величина Сонця,
- {\displaystyle m_{0p}} — видима зоряна величина тіла (планети) при нульовій фазі,
- r — відстань тіла від Сонця,
- Δ — відстань від спостерігача,
- R — радіус тіла.

- Сферичне альбедо (або альбедо Бонда) — відношення потоку випромінення, відбитого півсферою в усіх напрямках, до потоку, який надходить до півсфери у вигляді паралельного пучка променів. Пов'язане з геометричним альбедо формулою {\displaystyle A_{c}=A_{\Gamma }g}, де g — фазовий інтеграл, який враховує видиму частину освітленої поверхні[1]. Для Землі альбедо Бонда становить 39%, а для Місяця — 6,7%[5].

Крім інтегрального (болометричного) альбедо (для всього потоку випромінення) відрізняють також спектральне альбедо (в окремих ділянках спектру — інфрачервоне, видиме, ультрафіолетове). Для вузького діапазону хвиль використовують термін монохроматичне альбедо.

## Альбедо Землі
Частка сонячної енергії, розсіяної Землею назад у космос ─ називається планетарним альбедо. Ця енергія є фундаментальним компонентом енергетичного балансу Землі, а процеси, які керують її величиною, розподілом, мінливістю та формують клімат Землі та його зміни. Планетарне альбедо Землі становить приблизно 29% (або 0,29) і нестабільне з часом. 

### Історія досліджень альбедо Землі
Під час досупутникової ери вимірювань альбедо Землі, було багато досліджень, але найближчі результати до сучасних, отримав Данжон у 1926. Він використовував спостереження земного світла для визначення альбедо. На основі співвідношення яскравості освітлених Сонцем і Землею областей Місяця та змін його фаз яскравостей. Також Данжон помітив варіації альбедо від 0,29 до 0,5, які трапляються вже у сучасних дослідженнях.
Під час оцінки альбедо супутниками, його значення залишались в основному незмінними, порівняно із першими супутниковими дослідженнями, та зупинились на значення в 0,29 ще під час спостережень Explorer-7 у 1959 році . Хоча значення залишились майже незмінними, підвищилась точність та достовірність отриманого значення.

### Проста модель відбитого сонячного світла[7]
В простій моделі альбедо системи R , пропускання системи T і альбедо поверхні α відомі із заданих граничних потоків, отже значення альбедо можна знайти з формул: 
{\displaystyle t=(|1-\alpha R|)/(1-\alpha ^{2}T^{2})}
{\displaystyle r=R-T\cdot t\alpha }
Що є співвідношенням між властивостями атмосфери(r і t) і потоками, що виходять з шару (SR і ST). Властивості внутрішнього розсіювання атмосфери визначаються коефіцієнтом відбиття r і коефіцієнтом пропускання t, α ─ альбедо поверхні.

### Причини зміни альбедо
Планетарне альбедо є мінливим, і є кілька основних чинників що впливають на його варіативність.
Сезонний цикл глобального середнього альбедо та відбитих потоків був досліджений у кількох роботах  на основі даних супутників. Головні особливості цього циклу:
- Сезонний цикл альбедо має два максимуми: навесні через відбиття від сніжних поверхонь між 30°N і 60°N, та восени через хмари середніх широт.
- Амплітуда циклу відбитого потоку приблизно відповідає річному циклу сонячної інсоляції, проте вплив хмарності та відбивних поверхонь вносить додаткові зміни.
- Місцеві фактори, такі як кут схилення Сонця та зміни хмарності, значно впливають на амплітуду і фазу цього циклу, особливо на середніх і вищих широтах.

Міжрічна мінливість глобального альбедо та відбитого потоку є незначною. Це підтверджується дослідженнями, які показують, що основним джерелом цієї мінливості є зміни хмарності, особливо в тропіках. Стандартне відхилення глобального потоку становить 0,2 Вт м² (1,4% річного циклу). Мінливість зростає від тропіків до полярних регіонів. Висока кореляція між хмарністю та відбитими потоками підтверджує, що варіації хмар, зокрема через ENSO (феномен Ель-Ніньо Південного коливання), є ключовим фактором міжрічної мінливості.
Мінливість зазвичай кількісно визначається як стандартне відхилення десезонних місячних відображених аномалій потоку. Якщо F — відбитий потік, то аномалії:
{\displaystyle \Delta f(t,x)=F(t,x)-{\overline {F(t,x)}}}
Максимальний перенос тепла. Зв'язок між меридіональним переносом тепла і радіаційними потоками TOA (англ. top-of-atmosphere, верхня атмосфера) показує, що максимальний перенос тепла відбувається на широтах близько 36° пн.ш. та 35° пд.ш. Екваторіальні області мають позитивний чистий потік тепла, а позатропічні регіони — негативний. Втрата тепла з екстратропіків майже однакова для обох півкуль (приблизно 5,7 PW). В екваторіальних широтах приріст тепла обумовлений перевищенням поглиненого сонячного випромінювання над довгохвильовим випромінюванням, тоді як у вищих широтах втрати тепла збільшуються через більший вплив хмар і довгохвильового випромінювання.

## Застосування
Поняття альбедо широко застосовують у світлотехнічних розрахунках, в астрофізиці при дослідженні планет та їхніх супутників, у нейтронній оптиці при вивченні взаємодії пучків повільних нейтронів із речовиною. У метеорології використовують прилад альбедометр.